# Michael Lee
Michael Lee (Tallahassee, Florida, 5. lipnja 1986.) je američki profesionalni košarkaš. Igra na pozicji krilnog centra, a može igrati i poziciju krila. Trenutačno je član mađarskog kluba Albacomp Székesfehérvár.

## Karijera
Igrao je na sveučilištu St. Bonaventure Bonnies, a ondje provodi 3 sezone. Najbolja sezona mu je bila 2007./08. kada je prosječno za 36 minuta provedenih na parketu postizao 17,5 poena, 8 skokova i 1,4 asista. Nakon završetka sveučilišta u ljeto 2008. odlazi u Europu i potpisuje za francuski Cholet. Ondje se nije naigrao, jer je već početkom sezone ozlijedio koljeno i morao je na artroskopiju. Francuzi su odmah raskinuli ugovor s Leejem i time je postao slobodan igrač. Najbrži u dogovoru s igračem bio je KK Split, koji je ga je doveo na jednomjesečnu posudbu. Iako se je oporavio od ozljede, nije uspio zadovoljiti upravu Splita da mu ponudi ugovor. Nakon isteka posudbe napustio je klub, te je postao slobodan igrač. Preko ljeta 2009. našao je novi klub i potpisao za mađarski Albacomp Székesfehérvár.

## Vanjske poveznice
- Profil na NLB.com
- Profil na ESPN.com